# Monosepalum
Monosepalum es un género que tiene asignadas tres especies de orquídeas,  de la subtribu Bulbophyllinae de la  familia (Orchidaceae). 

## Especies seleccionadas
- Monosepalum dischorense
- Monosepalum muricatum
- Monosepalum torricellense